# UFC on ESPN: Reyes vs. Procházka
UFC on ESPN: Reyes vs. Procházka（ユーエフシー・オン・イーエスピーエヌ：レイエス・バーサス・プロハースカ、別名UFC on ESPN 23）は、アメリカ合衆国の総合格闘技団体「UFC」の大会の一つ。2021年5月1日、ネバダ州ラスベガスのUFC APEXで開催された。

## 大会概要
本大会はドミニク・レイエスとイリー・プロハースカのライトヘビー級戦が組まれた。

## 試合結果

### プレリミナリーカード
第1試合 フェザー級 5分3R
○  フェリペ・コラレス vs.  ルーク・サンダース ×
3R終了 判定3-0（29-28、29-28、29-28）
第2試合 ミドル級 5分3R
○  アンドレアス・マイカライディス vs.  KB・ブラー ×
3R終了 判定3-0（30-27、30-27、29-28）
第3試合 女子ストロー級 5分3R
○  ロマ・ルックブーンミー vs.  サム・ヒューズ ×
3R終了 判定3-0（29-28、29-28、29-28）
第4試合 128.5ポンド契約 5分3R
○  ルアナ・カロリーナ vs.  ポリアナ・ボテーリョ ×
3R終了 判定2-1（29-28、28-29、29-28）
※カロライナの体重超過によりフライ級から変更
第5試合 フェザー級 5分3R
○  TJ・ブラウン vs.  カイ・カマカ3世 ×
3R終了 判定2-1（27-30、29-28、29-28）
第6試合 女子ストロー級 5分3R
○  ルアナ・ピニェーロ vs.  ランダ・マルコス ×
1R 4:16 失格（反則の蹴り上げ）

### メインカード
第7試合 バンタム級 5分3R
○  メラブ・ドバリシビリ vs.  コーディー・スタマン ×
3R終了 判定3-0（30-27、29-28、29-28）
第8試合 ミドル級 5分3R
○  ショーン・ストリックランド vs.  クリストフ・ヨトゥコ ×
3R終了 判定3-0（30-27、30-27、29-28）
第9試合 ライトヘビー級 5分3R
△  イオン・クテラバ vs.  ダスティン・ジャコビー △
3R終了 判定1-1（28-29、29-28、28-28）
第10試合 フェザー級 5分3R
○  ギガ・チカゼ vs.  カブ・スワンソン ×
1R 1:03 TKO（左ミドルキック→パウンド）
第11試合 ライトヘビー級 5分5R
○  イリー・プロハースカ vs.  ドミニク・レイエス ×
2R 4:29 KO（左スピニングバックエルボー）

### 各賞
ファイト・オブ・ザ・ナイト：イリー・プロハースカ vs. ドミニク・レイエス
パフォーマンス・オブ・ザ・ナイト：イリー・プロハースカ、ギガ・チカゼ
各選手にはボーナスとして5万ドルが授与された。

### カード変更
負傷などによるカードの変更は以下の通り。